# Rial ARC1
La Rial ARC1 è stata la prima auto costruita dalla casa automobilistica Rial, e ha partecipato al Campionato di F1 del 1988.

## Monoposto
L'auto, come Dallara, EuroBrun, Coloni, Lola e Minardi, era equipaggiata da un Ford Cosworth DFZ da 3,5 litri, che aveva circa 598 cavalli ed era progettata da Gustav Brunner.
La livrea dell'auto era totalmente blu, eccetto l'alettone posteriore, nero, e la sezione esterna vicina all'abitacolo, bianca.
Sin dall'inizio della stagione fu soprannominata "La Ferrari Blu" per il fatto che era molto somigliante alle Ferrari F1-87 e F1-87/88C, il cui progettista era proprio Gustav Brunner.

## Stagione
La stagione iniziò col Gran Premio del Brasile, in cui De Cesaris si qualificò 14°. In gara però si dovette ritirare a 7 giri dalla fine a causa di un problema al motore.
Seguirono altri tre ritiri a San Marino, a Montecarlo e in Messico, dove si era qualificato rispettivamente in 16ª, 19ª e 12ª posizione.
In Canada arrivò la prima gara conclusa, in cui terminò in 9ª posizione dopo essere partito dalla 12ª posizione.
Nella gara successiva, a Detroit, De Cesaris ottenne l'unico piazzamento a punti per il team in quella stagione arrivando 4º.
In Francia arrivò 10°, mentre in Inghilterra si ritirò al 9º giro per problemi alla frizione. Il gran premio successivo lo concluse in 13ª posizione, a 2 giri dal vincitore Senna.
Si susseguirono 6 ritiri consecutivi, e all'ultimo gran premio della stagione ottenne un 8º posto a 5 giri dal vincitore a causa della fine della benzina nell'auto.
Il team quindi finì la stagione al 9º posto del campionato costruttori con 4 punti.

## Risultati
| Anno | Vettura | Motore            | Gomme | Piloti            |     |     |     |     |   |   |    |     |    |     |     |     |     |     |     |   | Punti | Pos. |
| ---- | ------- | ----------------- | ----- | ----------------- | --- | --- | --- | --- | - | - | -- | --- | -- | --- | --- | --- | --- | --- | --- | - | ----- | ---- |
| 1988 | ARC1    | Ford Cosworth DFZ | G     | Andrea De Cesaris | Rit | Rit | Rit | Rit | 9 | 4 | 10 | Rit | 13 | Rit | Rit | Rit | Rit | Rit | Rit | 8 | 3     | 9º   |